# FC Wacker Innsbruck II
Der FC Wacker Innsbruck II ist die zweite Mannschaft des österreichischen Zweitligisten FC Wacker Innsbruck. Die Mannschaft spielt seit der Saison 2022/23 in der 2. Klasse Mitte, der neunthöchsten und damit niedrigsten Spielklasse.

## Geschichte
Die Amateure der Innsbruck stiegen in der Saison 2008/09 in der vierthöchsten Spielklasse, der Tiroler Liga, in den Spielbetrieb ein. In jener Spielzeit wurde man in der Tiroler Liga prompt Meister, auf den Vizemeister SC Kundl hatte man einen Vorsprung von 15 Punkten. Durch den Meistertitel stieg man auch in die Regionalliga West auf. In der Debütsaison in der dritthöchsten Spielklasse belegte man auch direkt die bis heute beste Platzierung in der Regionalliga, den vierten Rang.
In der Saison 2010/11 nahm Innsbruck II erstmals am ÖFB-Cup teil, nachdem man in der Vorrunde den SC Schwaz besiegt hatte. Die Tiroler scheiterten aber in der ersten Runde am Zweitligisten SV Grödig. In der Liga wurde Innsbruck II in jener Spielzeit Achter, 2011/12 Sechster. In der Saison 2012/13 belegte man den neunten Tabellenplatz zu Saisonende. In der Saison 2013/14 wurde man Siebter. In der Saison 2014/15 misslang es erstmals einen einstelligen Tabellenplatz zu erreichen, die Innsbrucker Amateure wurden nur Elfter. Mit dem Abstieg hatte man mit einem Vorsprung von neun Punkten auf den FC Bizau dennoch wenig zu tun. In der Saison 2015/16 verbesserte man sich wieder auf den siebten Platz, in der Saison 2016/17 wurde die Mannschaft sogar wieder Sechster. In der Saison 2017/18 belegte man den achten Tabellenrang. Durch eine Ligareform und einen erfolgreichen Zulassungsantrag konnte Wacker Innsbruck II dennoch erstmals in die 2. Liga aufsteigen. In der Debütsaison im Profifußball belegte Innsbruck II den neunten Rang. Obwohl man einen großen Vorsprung auf die Abstiegsränge hatte, musste man nach nur einer Spielzeit wieder in die Regionalliga absteigen, nachdem die erste Mannschaft in die 2. Liga abgestiegen war.
In der Saison 2019/20 wurde man in der neu geschaffenen Regionalliga Tirol Letzter. Die Saison wurde jedoch nach dem Grunddurchgang aufgrund der COVID-19-Pandemie abgebrochen, wodurch die Platzierung keine weiteren Folgen hatte. Die Saison 2021/22 beendete Wacker II als Neunter. Nach der Saison 2021/22 war Wacker jedoch insolvent, wodurch die Profis in den Amateurbereich absteigen mussten, womit auch Wacker II aus der Tiroler Regionalliga absteigen musste. Die Mannschaft wurde in der 2. Klasse Mitte eingeteilt, der niedrigsten Spielklasse.

## Trainerhistorie
| - 01.07.2008 – 28.06.2011: Roland Ortner - 01.07.2011 – 10.10.2012: Werner Löberbauer - 10.10.2012 – 16.10.2012: Thomas Grumser - 16.10.2012 – 30.06.2012: Werner Löberbauer - 01.07.2012 – 20.09.2012 Thomas Grumser - 21.09.2012 – 31.12.2016: Andreas Schrott & Fuad Đulić - 05.01.2017 – 05.03.2019: Thomas Grumser | - 05.03.2019 – 19.03.2019: Florian Schwarz - 19.03.2019 – 26.06.2019: Fuad Đulić & Florian Schwarz - 26.06.2019 – 10.11.2019: Christian Stoff - 10.01.2020 – 30.06.2021: Richard Slezák - 01.07.2021 – 03.06.2022: Masaki Morass - 03.06.2022 – 30.06.2022: Thomas Löffler - seit 01.07.2022: Fabian Lantschner |